# Buenos Aires ärkestift
Buenos Aires ärkestift (Latin: Archidioecesis Metropolitae Bonaerensis) är ett ärkestift inom romersk-katolska kyrkan i Argentina. Ärkestiftets domkyrka är katedralen i Buenos Aires. 
Sedan 26 maj 2023 är Jorge Ignacio García Cuerva ärkebiskop i Buenos Aires. Jorge Mario Bergoglio, sedermera påve Franciskus, var ärkebiskop i Buenos Aires ärkestift 1998–2013. 
Stiftet inrättades 1620 efter att ha avskilts från stiftet i Paraguay. 1866 upphöjdes stiftet till Argentinas första ärkestift.